# Sigmund Steiner

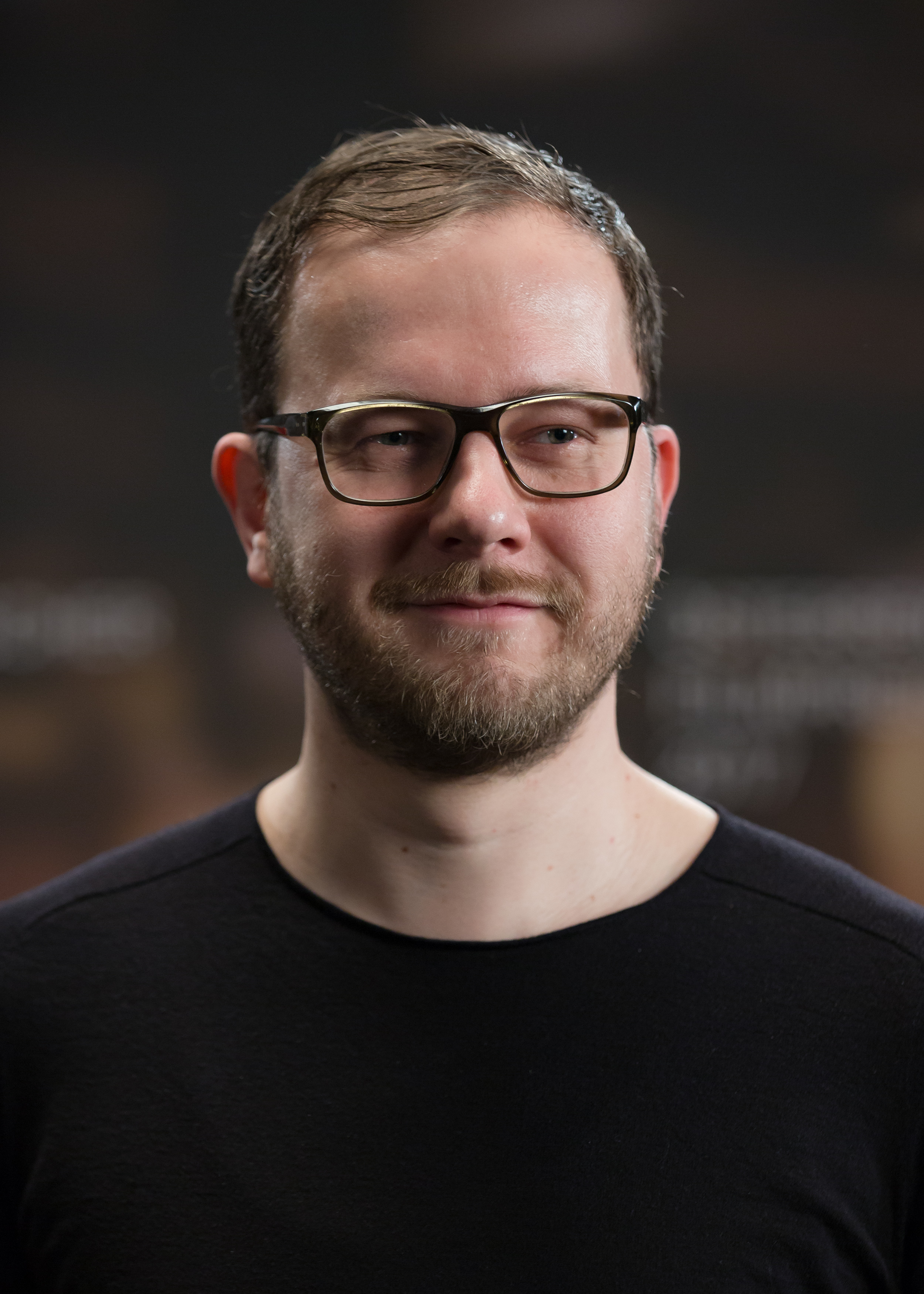
Sigmund Steiner (2017)

Sigmund Steiner (* 22. Dezember 1978 in Sankt Georgen ob Judenburg) ist ein österreichischer Regisseur. Er gewann 2016 mit seinem ersten Langfilm, der Dokumentation „Holz Erde Fleisch“, den österreichischen Filmpreis der Diagonale, den Preis für die beste deutschsprachige Dokumentation beim DOK.fest München und den Wiener Filmpreis.

## Leben
Steiner wuchs auf einem Bauernhof in der Steiermark auf. Nach der Matura inskribierte er zunächst an der Universität Wien die Studienrichtungen Publizistik, Theaterwissenschaften, Anglistik und Spanisch, ehe er 1999 das Regie-Studium an der Filmakademie Wien aufnahm.  Dort studierte er bei Wolfgang Glück und ab 2003 bei Michael Haneke.
Während des Studiums drehte Steiner mehrere Kurzfilme und Musikvideos für österreichische Bands wie Kreisky, Luise Pop und Killed by 9V Batteries. 2007 gestaltete er mit der Drehbuchautorin Barbara Grascher den Dokumentarfilm „Völlerei“ für die ORF-Religionssendereihe "kreuz + quer".  Der Film wurde in der Folge auch im deutschen Fernsehen ausgestrahlt.
Die mehrfach ausgezeichnete Dokumentation „Holz Erde Fleisch“ war Steiners Abschlussfilm an der Filmakademie. Der Streifen thematisiert Themen der Landflucht und des Vater-Sohn-Verhältnisses vor dem Hintergrund des bäuerlichen Lebens der Gegenwart.
Sigmund Steiner lebt und arbeitet in Wien.

## Filme (Auswahl)
- Schlachten (7 min, 16 mm, 2000)
- Lasse und der Libero (10 min, 16 mm, 2001)
- Firn (11 min, 16 mm, 2003)
- California (21 min, dv, 2004)
- Völlerei (40 min, 2007)
- Holz Erde Fleisch (72 min, DCP, 2016)

## Preise
- Diagonale – Festival des österreichischen Films Bester Dokumentarfilm 2016
- DOK.fest München: VIKTOR DOK.deutsch – Bester deutschsprachiger Dokumentarfilm (2016)
- Viennale: Wiener Filmpreis, Bester Dokumentarfilm 2016
- CineStyria-Stipendium 2004